# Kabinett Jordan
Das Kabinett Jordan bildete die neunte und letzte Landesregierung des Freistaates Anhalt 1940–1945.
Am 1. Januar 1940 wurde der Reichsstatthalter Rudolf Jordan mit der Führung der Landesregierung Anhalt beauftragt. Damit einher ging die Umbenennung in Der Reichsstatthalter in Braunschweig und Anhalt (Landesregierung Anhalt).
Er trat die Nachfolge von Alfred Freyberg an, welcher ab August 1939 beurlaubt war, da er das Amt des Oberbürgermeisters von Leipzig übernommen hatte.
| Kabinett Jordan – 1. Januar 1940 bis April 1945 \| Amt \| Name \| Partei \| \| -------------------------------------- \| ----------------------- \| ------ \| \| Führer der Landesregierung \| Rudolf Jordan \| NSDAP \| \| Staatsrat und Stellvertreter[2] \| Hans Petersen \| NSDAP \| \| Leiter der Präsidialabteilung I[3] \| Aldfried Richter \| \| \| Leiter der Abteilung II Inneres[3] \| Walter Ackermann \| \| \| Leiter der Abteilung III Wirtschaft[3] \| Carl-Ernst Bierwirth[4] \| \| |                      |        |
| Amt | Name                 | Partei |
| Führer der Landesregierung | Rudolf Jordan        | NSDAP  |
| Staatsrat und Stellvertreter | Hans Petersen        | NSDAP  |
| Leiter der Präsidialabteilung I | Aldfried Richter     |        |
| Leiter der Abteilung II Inneres | Walter Ackermann     |        |
| Leiter der Abteilung III Wirtschaft | Carl-Ernst Bierwirth |        |